# 特賴斯·哈維
特賴斯·傑利恩·哈維（英語：Trice Jeraine Harvey；1935年7月16日—2017年1月31日），是美國的共和黨政治人物，前加利福尼亚州众议院議員。

## 生平
哈維於阿肯色州帕拉固德出生，長大曾在加利福尼亚州克恩县的羅斯代爾學校董事會工作（1972年－1976年）及出任監事會成員（1977年－1987年）。
1986年起，他以共和黨黨籍當選為加利福尼亚州众议院第三十三選區代表議員，後在1992年轉而出任第三十二選區代表議員。到1996年，哈維參於競逐聯邦眾議院加利福尼亞州第二十國會選區，但最終以2萬多選票之差敗於時任選區聯邦眾議員卡爾·杜利。
2017年1月17日，哈維因跌倒受傷而逝世。